# یواس‌اس گوادال‌کانال (سی‌وی‌ئی-۶۰)
یواس‌اس گوادال‌کانال (سی‌وی‌ئی-۶۰) (به انگلیسی: USS Guadalcanal (CVE-60)) یک کشتی بود که طول آن ۵۱۲ فوت (۱۵۶ متر) بود. این کشتی در سال ۱۹۴۳ ساخته شد.نخستین کاپیتان آن دانیل گالری بود.